# Dörfl (Gemeinde Kefermarkt)
Dörfl ist eine Ortschaft in der Gemeinde Kefermarkt im Bezirk Freistadt, Oberösterreich.
Die Rotte befindet sich südlich von Freistadt und etwa einen Kilometer westlich der Mühlkreis Autobahn. Als weitere Ortslage befindet sich die Siedlung Neudörfl innerhalb der Ortschaft. Neudörfl liegt nördlich von Dörfl am rechten Ufer der Feldaist gegenüber von Kefermarkt, von dem es über eine Straßenbrücke erreichbar ist. Am 1. Jänner 2024 zählte die Ortschaft 298 Einwohner.